# Salvelinus thingvallensis
Salvelinus thingvallensis es una especie de pez de la familia Salmonidae en el orden de los Salmoniformes.

## Alimentación
Come principalmente caracoles y, en menor grado, insectos  bentónicos

## Hábitat
Vive en zonas de  aguas dulces y de clima polar (65 ° N-64 ° N, 22 ° W-20 ° W).

## Distribución geográfica
Se encuentra en Islandia.